# جون إنجلاند (كاهن كاثوليكي)
جون إنجلاند (بالإنجليزية: John England)‏ هو كاهن كاثوليكي أمريكي، ولد في 23 سبتمبر 1786 في كورك في جمهورية أيرلندا، وتوفي في 11 أبريل 1842 في تشارلستون في الولايات المتحدة.

## وصلات خارجية
- جون إنجلاند على موقع الموسوعة البريطانية (الإنجليزية)